# Топмачтовое бомбометание

A-20 топит японский транспорт у берегов Новой Гвинеи, 1944

Топмачтовое бомбометание (англ. skip-bombing) — способ бомбометания, применявшийся военно-морской авиацией противоборствующих сторон для борьбы с надводными судами во время Второй мировой войны, использующий свойство авиабомб рикошетировать от водной глади.

## Специфика топмачтового бомбометания
Для борьбы с надводными целями авиация времён Второй мировой войны использовала пулемётно-пушечный огонь, торпеды, авиабомбы, а также постановку морских мин. Использование авиабомб было наиболее безопасным для самой авиации, поскольку бомбометание не требовало максимального сближения с кораблём, что позволяло избежать эффективного (и следовательно опасного для атакующего самолета) противодействия со стороны корабельной ПВО. Однако боевая эффективность бомбардировщиков была, соответственно, ниже, чем у торпедоносцев — по причине малоразмерности и маневренности морских целей и низкой точности бомбометания. Использование пикирующих бомбардировщиков ограничивалось малым радиусом полёта специализированных самолётов. Удачным компромиссом, имеющим высокую эффективность удара и сравнительную безопасность для обычных бомбардировщиков, был метод топмачтового бомбометания. Для его нанесения использовалась особенность авиабомб рикошетировать от водной глади — при достаточно высокой скорости самолёта и малой высоте полёта во время сброса бомбы, продольная ось которой не успевает отклониться от горизонтали.

## Методика топмачтового бомбометания
Известно, что способ «прыгающего» бомбометания использовался в 1941—1943 годах на Средиземноморском театре боевых действий. В военно-морской авиации ВМФ СССР этот способ стали испытывать в конце 1943 года. Первые боевые применения топмачтового бомбометания происходили на Чёрном море; в дальнейшем этот метод был принят на вооружение авиацией Северного и Балтийского флотов.
При испытаниях данного метода отмечалось отсутствие строгих закономерностей в полете бомбы после встречи с водой, однако было определено, что с набором высоты выше 15 метров длина рикошета сброшенной бомбы уменьшается, а после высоты 40 метров рикошет исчезает совсем, хотя бомба продолжает зигзагообразно двигаться в направлении цели под водой.
Топмачтовики обычно прибывали в район цели на высоте 1000—1500 м в общем боевом порядке с группами обеспечения. Сближение с целью производилось пикированием до высоты 400—500 м. Затем осуществлялся плавный вывод из пикирования с таким расчетом, чтобы самолет имел высоту полета 20—40 м на удалении от цели 600—1000 м. С этой дистанции начинался боевой курс, на котором самолет шел на повышенной скорости в течение 4—5 секунд, после чего бомбы сбрасывались одиночно или залпом на удалении 250—300 метров от цели. При такой малой высоте сбрасывания авиационная бомба падает на воду почти горизонтально, рикошетирует от неё на высоту 6—8 м и попадает в цель. После этого самолёт «перепрыгивал» цель и уходил из зоны действия ПВО.
Во избежание подрыва самолёта на собственных бомбах их взрыватели устанавливались на замедление 4—6 секунд.
Топмачтовый метод имел определённые преимущества перед низким торпедометанием: торпеды сбрасывались на расстоянии 600—800 метров от корабля и преодолевали это расстояние за 30—40 секунд; кораблю, при условии своевременного обнаружения момента сброса торпеды или следа от неё, иногда хватало этого времени для успешного совершения манёвра уклонения. При топмачтовом бомбометании падение бомбы занимает всего 2—3 секунды, и уклониться от неё невозможно. Кроме того, сбрасывание бомб можно было производить на максимальной скорости, что снижало вероятность поражения самолёта средствами ПВО, в то время как во избежание повреждения торпеды её следовало сбрасывать на скоростях 230—370 км/ч. Облегчалась работа на боевом курсе (проще вводить поправки на скорость цели ввиду малого времени падения бомбы); волнение моря влияло лишь на величину рикошета бомбы, тогда как торпедометание при волнении моря свыше 4—5 баллов невозможно. Помимо всего прочего, бомбы значительно дешевле торпед.
Для использования преимуществ всех методов обычно применялись комбинированные атаки: например, для уничтожения линкора «Шлезиен» в 1945 г. были задействованы группы по пять самолётов — четыре топмачтовика с одним торпедоносцем. При этом топмачтовики шли первыми, отвлекая на себя огонь средств ПВО и предоставляя торпедоносцу более благоприятные возможности для атаки.

## Применение топмачтового бомбометания в советских ВВС ВМФ
Первого подтвержденного противником успеха советские топмачтовики добились 25 апреля 1944 года. Две шестёрки Ил-2 47-го штурмового авиаполка ВВС Черноморского флота в 85 милях от Севастополя (координаты 43°55' с. ш. и 32°07' в. д.) атаковали вышедший в Сулину конвой «Zentra-З» в составе БДБ F333, F567, буксира «Kreutzenstein» с лихтером «Leo» в охранении охотников UJ2304, UJ2306 и UJ2308.
Восемь Ил-2 действовали с пологого планирования с высоты 1200 м с выходом в горизонтальный полет на высоте 100 м, а четыре экипажа — методом топмачтового бомбометания. В результате удара лихтер «Leo» пошел ко дну, из 1045 перевозимых солдат были спасены только 750. Зенитным огнём ПВО ордера два штурмовика были сильно повреждены, и один Ил-2 сбит.
Активное участие советские топмачтовики приняли в уничтожении конвоя Patria 10 мая 1944 года.
В Краснознаменном Балтийском флоте первый удар с применением топмачтовиков Ил−2 был проведён 16 мая 1944 года по конвою в 25 км севернее острова Асери, а на Северном флоте — 13 мая 1944 года по кораблям и транспортам в порту Киркенес.
16 июля 1944 года четвёрка топмачтовиков A-20 приняла решающее участие в потоплении немецкого крейсера ПВО «Ниобе» в финской базе Котка. В завершение комбинированного налёта две пары топмачтовиков последовательно атаковали уже горящий корабль и нанесли ему фатальные повреждения.
Для противодействия атакам топмачтовиков противником применялись специальные мины (аналоги применявшихся в ВВС РККА авиационных гранат АГ-1 и АГ-2), которые выбрасывались серией по несколько штук вверх прямо по курсу полёта самолёта и спускались затем вниз на парашютах, создавая пилотам серьёзную помеху во время прицеливания и атаки цели.

## Примечание
- В советских авиационных частях ВМФ в качестве топмачтовиков использовались штурмовики Ил-2 и Ил-10, бомбардировщики Ил-4 и A-20, истребители Як-9 и P-40.
- Известен случай топмачтовой атаки, произведённой тяжёлым четырёхмоторным бомбардировщиком B-17F «Black Jack» (серийный № 41-24521), принадлежавшим 63-й эскадрилье 43-й бомбардировочной группы 5-й воздушной армии ВВС Армии США[англ.] под командованием капитана Кеннета Д. МакКаллара. Его самолёт 24 ноября 1942 года в составе ударной группы эскадрильи атаковал пять японских эсминцев, совершавших транспортный рейс из Рабаула в Лаэ, и сбросил на эсминец «Хаясио» в пяти skip-заходах (с высоты 200—400 футов с рикошетом) десять 250-фунтовых бомб, пять из которых поразили цель. Эсминец загорелся и вскоре затонул.
- В Японии в качестве топмачтовиков применялись A6M «Зеро» с 250-кг бомбой.